# Dactylochelifer gobiensis major
Dactylochelifer gobiensis major es una subespecie de arácnido del orden Pseudoscorpionida de la familia Cheliferidae.

## Distribución geográfica
Se encuentra en Mongolia.